# محوطه دشت احمد بیگی
محوطه دشت احمد بیگی مربوط به هزاره سوم و ۴ قبل از میلاد - دوره هخامنشی - دوره ساسانیان است و در شهرستان خرم بید، بخش مشهد مرغاب، شمال دشت احمد بیگی واقع شده و این اثر در تاریخ ۷ اسفند ۱۳۸۶ با شمارهٔ ثبت ۲۱۴۳۴ به‌عنوان یکی از آثار ملی ایران به ثبت رسیده است.